# ディーノ・グランディ
初代モルダーノ伯爵ディーノ・グランディ（イタリア語: Dino Grandi conte di Mordano、1895年6月4日–1988年5月21日）は、イタリアの政治家。貴族（モルダーノ伯爵）。ベニート・ムッソリーニのファシスト党政権下で外相などを務めた。1943年にムッソリーニの首相解任動議（グランディ決議）を提出した人物として知られる。

## 経歴

### 生い立ち
ボローニャ近郊のモルダーノの農家に生まれる。1913年にボローニャ大学に入学し、法学を学ぶかたわらジャーナリストとして活動。第一次世界大戦に従軍したため、卒業したのは戦後の1919年であった。除隊後はイモラに転居し、弁護士を開業した。

### 政界
当初は左翼として政治活動を始めたが、1914年に第一次世界大戦へのイタリア参戦を主張したベニート・ムッソリーニに同調する。グランディの故郷は左翼が強く、当地のファシズムの指導者だったグランディは反対者の激しい攻撃を受けることになった。1920年10月17日、グランディは銃撃を受けて5発の銃弾を浴び、その二日後には事務所が左派民兵により荒らされた。同年12月、週刊誌「L'Assalto（攻撃）」を創刊。同じ頃、ムッソリーニをファシズム運動の指導者と認め、以前は猛烈に反対していたファシスト党への改組に賛成した。

### ファシスト党
グランディはエミリア＝ロマーニャ州にファシスト党を設立し、1921年には事務局長に就任した。1921年5月の総選挙で代議院議員に当選し、ムッソリーニ政権成立後の1923年には副議長に選出された。

### 外務大臣

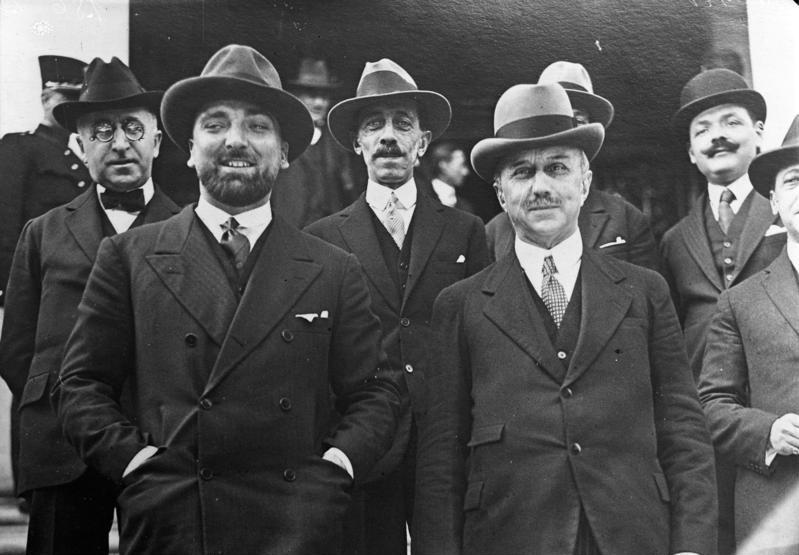
ローザンヌ会議に出席したグランディ外相（前列左）（1932年）

1924年に内務次官、翌年外務次官、1929年には外相に就任する。グランディはイタリアの中立的立場の維持、とりわけイギリスとの良好な関係の維持に務めたが、国際連盟に同調する発言をしたために1932年にムッソリーニにより更迭された。
その後は駐イギリス大使を務め、第二次エチオピア戦争や第二次世界大戦勃発直前の緊迫する国際情勢の中で、イギリスとの緊張緩和に務めた。

### ムッソリーニ解任
1939年の駐英大使退任後は法相に転じ、ついでファシズム政権下の下院議長に相当する工業および農業のファシスト組合総連合会長を務めた。1943年7月24日、ファシズム大評議会で敗北の責任を問いムッソリーニ首相解任動議を提出し、可決された（グランディ決議）。解任に賛成した他の有力者たちと異なり、グランディは連合国との終戦交渉を行うためスペインに出国しており、イタリア社会共和国による逮捕を逃れた。

### その後
戦後イタリアが共和制を取った後の1948年に、ファシズム時代の罪状により懲役判決を受けたがすぐに恩赦された。グランディ自身はその間に1948年までスペイン、ポルトガルに滞在し、戦後はアルゼンチン、ブラジルで農園を経営していた。
しかし後にイタリアに帰国して元外務大臣としての年金を貰いながらモデナで養豚業を営み、1988年にボローニャで死去した。